# Azad (Rapper)

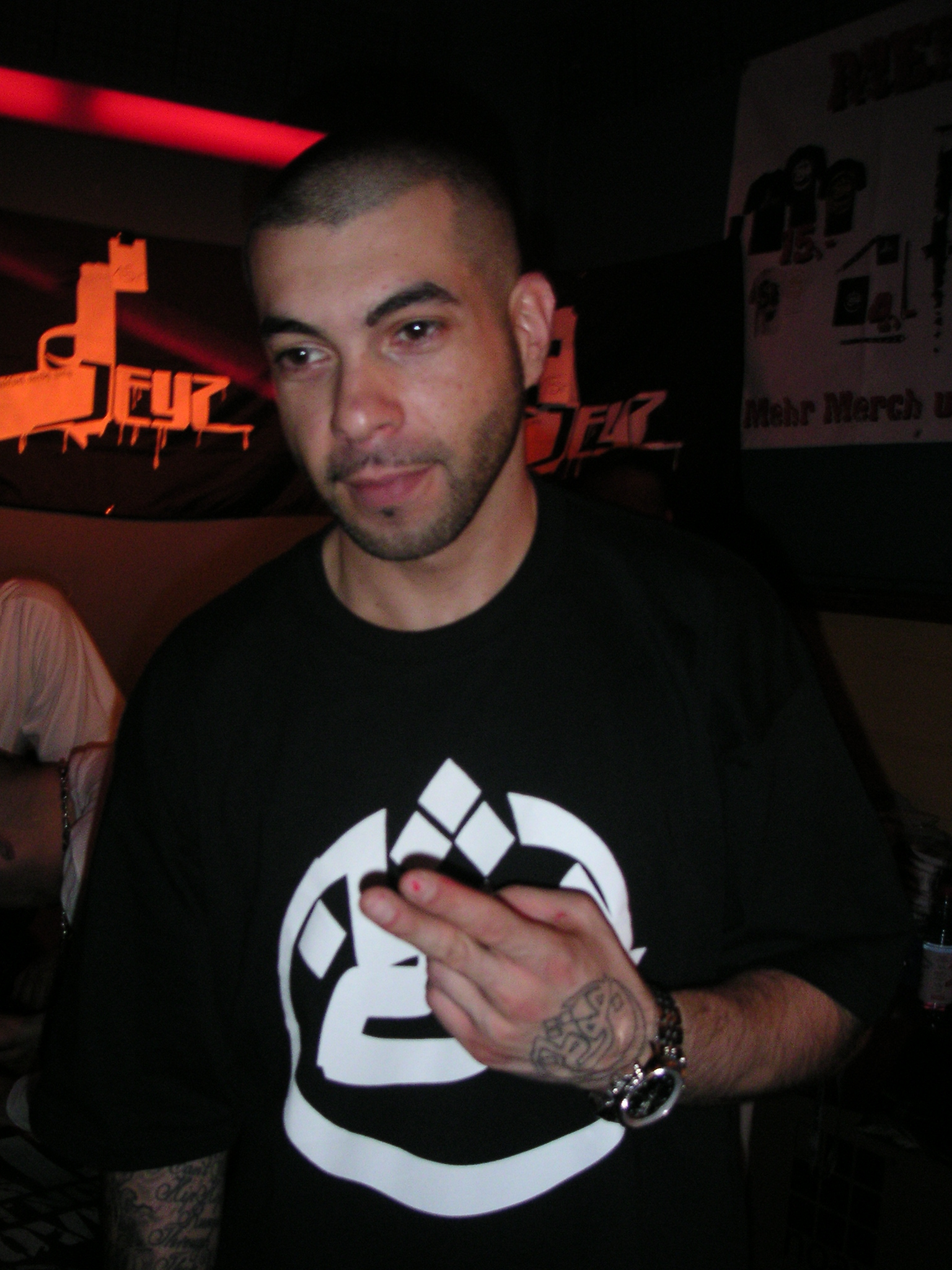
Azad (2006)

Azad-Logo

Azad (bürgerlich Azad Azadpour; * 24. November 1973 in Sanandadsch, Iran) ist ein deutscher Rapper kurdischer Abstammung aus Frankfurt am Main. Er gilt als einer der einflussreichsten Wegbereiter des deutschen Gangsta-Raps und ist einer der wichtigsten Vertreter des Battle-Raps. Als erster männlicher deutscher Solorapper hat er mit seiner Single Prison Break Anthem (Ich glaub’ an dich) Platz eins der deutschen Charts belegt und eine Goldene Schallplatte dafür erhalten.

## Leben
Azad wurde als Sohn kurdischer Eltern in Sanandadsch in der iranischen Provinz Kurdistan geboren und kam als Flüchtlingskind nach Deutschland. 1984 kam er zum ersten Mal in Kontakt mit Hip-Hop, zunächst mit Breakdance. Danach folgten Entwicklungen im Graffitibereich, im Rappen, im Beatboxing, im Cutten und im Produzieren.
1989 schloss er sich, damals noch unter dem Namen Azazin, der Gruppe Cold-N-Locco an, die aus D-Flame und den DJs und Produzenten A-Bomb und Combad bestand. 1990 benannte man sich in Asiatic Warriors um. Durch den für deutsche Verhältnisse ungewohnt harten Mix aus deutsch-, englisch- und kurdischsprachigem Straßen-Rap wurde die Gruppe zunächst lokal, 1994 durch die über das Ruff’n’Raw-Label veröffentlichte EP Told Ya! überregional bekannt. Im Laufe der Jahre kam es jedoch zu internen Differenzen zwischen den Künstlern, so löste sich die Gruppe auf. 1999 unterschrieb Azad einen Vertrag beim Label Pelham Power Productions.
Durch Features auf Mixtapes und auf den Alben der Labelkollegen geriet Azad wieder in den Fokus der Szene. Gemeinsam mit seinem seit Jahren erfolgreichen Turntablism-Team „Transformers“ (mit DJ Dragon, Twister und Release) gewann er 1998 den „Da Swing DJ Battle“.

### Entwicklungsphasen
Durch die Veröffentlichung der Single Napalm/Heartcore (2000) bestätigte er seine Rückkehr in die Szene. Im Jahr 2001 veröffentlichte Azad sein erstes Soloalbum Leben. Das Album wurde komplett von Azad produziert und genießt durch minimalistische Beats, harte Wortwahl, ausgeklügelte Raptechniken und eine große Liste von Gastrappern bis heute Kultstatus unter Fans.

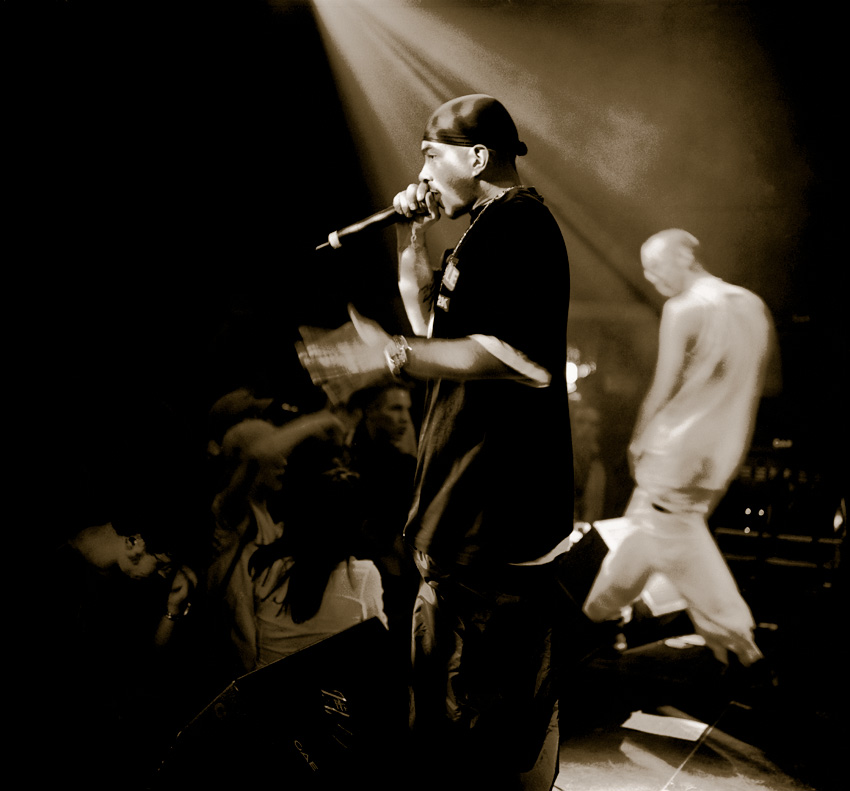
Azad mit Curse in Hamburg 2001

2003 wurde das Album Faust des Nordwestens veröffentlicht. Die dazugehörige Tour organisierte das Berliner Untergrundlabel Mikrokosmos booking. Wieder durch harten Battle-Rap, aber auch durch tiefgehende melancholische Lieder, festigte Azad seinen Ruf in der Szene. Seiner jungen Tochter widmete er ein Lied namens Mein Licht, erwähnte sie jedoch auch noch in weiteren Liedern. Darüber hinaus trat er auf Bushidos Album Electro Ghetto mit Feuersturm und Ewige Nacht in Erscheinung.
2004 verließ er 3p und gründete sein eigenes Label Bozz Music unter Urban, das zu Universal Music gehörte. Es wurden die Gruppe Warheit (Sezai, Lunafrow, Jeyz, Chaker und Azad selbst) sowie die Rapper Jonesmann und STI unter Vertrag genommen. Im selben Jahr kam es zu einem Skandal auf dem Hip-Hop-Open in Stuttgart. Bei einer Schlägerei zwischen den Mitgliedern von Bozz Music und Aggro Berlin wurde u. a. Sido leicht verletzt. Dies brachte einerseits Beschränkungen für den Auftritt von Azad beim splash! 2004, jedoch ebenso eine enorme Medienaufmerksamkeit mit sich. Am 2. August 2004 erschien schließlich das dritte Album von Azad, Der Bozz, das ursprünglich erst unter dem Namen Phoenix als EP bei Optik Records erscheinen sollte. Trotz der bislang kürzesten Spielzeit von nicht einmal 42 Minuten verkaufte sich das Album sehr gut und stieg in die Top 10 der Albumcharts ein. Es bietet einen abwechslungsreichen Mix aus hartem Street-Rap und tiefer gehenden Liedern. Das Soloalbum wurde später indiziert, sodass die originale Version seit dem 31. Dezember 2005 an Jugendliche nicht mehr verkauft werden darf. Seitdem darf nur noch die „Light-Version“ des Albums im Handel beworben werben. Die Indizierung bezog sich auf Textpassagen der Songs Blackout und Judgement Day, welche durch die BPJM als „jugendgefährdend“ eingestuft wurden. Ende 2004 ist der Bozz-Music Sampler Vol. 1 erschienen, auf dem Azad sein eigenes Label vorstellte.
Einen großen Erfolg konnte er durch das gemeinsame Album mit Kool Savas, One, das am 29. März 2005 über Sony BMG Music Entertainment erschien, feiern. Das nächste Azad-Soloalbum Game Over erschien am 31. März 2006 über das Label Urban. Es polarisierte seine Fans: Viele sehen es als sein bislang bestes Album an, andere Fans vermissen jedoch die „ungeschliffene Härte“, die man noch auf seiner ersten CD zu hören bekam. Game Over erzielte Platz 8 in den Albumcharts. Die zweite Single des Albums, Eines Tages, schaffte es in die Top 30 der Deutschen Charts.
Im November 2006 trat Azad im ersten internationalen Videoclip des russischen Rappers Seryoga als Kollabo-Partner auf. Die Single des Russen, der in seiner Heimat ein Star ist und bereits MTV-Awards, Gold- und Platinplatten erhalten hat, heißt 2Kaiser und erschien am 24. November 2006. Am 8. Dezember 2006 veröffentlichte Bozz-Music Der Bozz – Remix. Das Album beinhaltet von Sti produzierte Remixe von Songs aus Der Bozz. Als Ersatz für die indizierten Tracks ist der Shok Muzik-Diss A.Z. Pitbull vs. Shmok Muzik sowie das Lied Frankfurt mit der Gruppe Warheit auf der CD enthalten.
2007 war Azad mit dem Song Prison Break Anthem (Ich glaub’ an dich) (Titellied der RTL-Serie Prison Break) zusammen mit Adel Tawil, dem Sänger von Ich + Ich, der dritte deutsche Rapper auf Platz eins der deutschen Singlecharts (vor ihm haben das nur die Fantastischen Vier und Sabrina Setlur geschafft). Die Single verkaufte sich in Deutschland über 150.000 Mal und erreichte somit Goldstatus. Der Song war auch auf dem Ende 2007 erschienenen fünften Soloalbum Blockschrift enthalten.

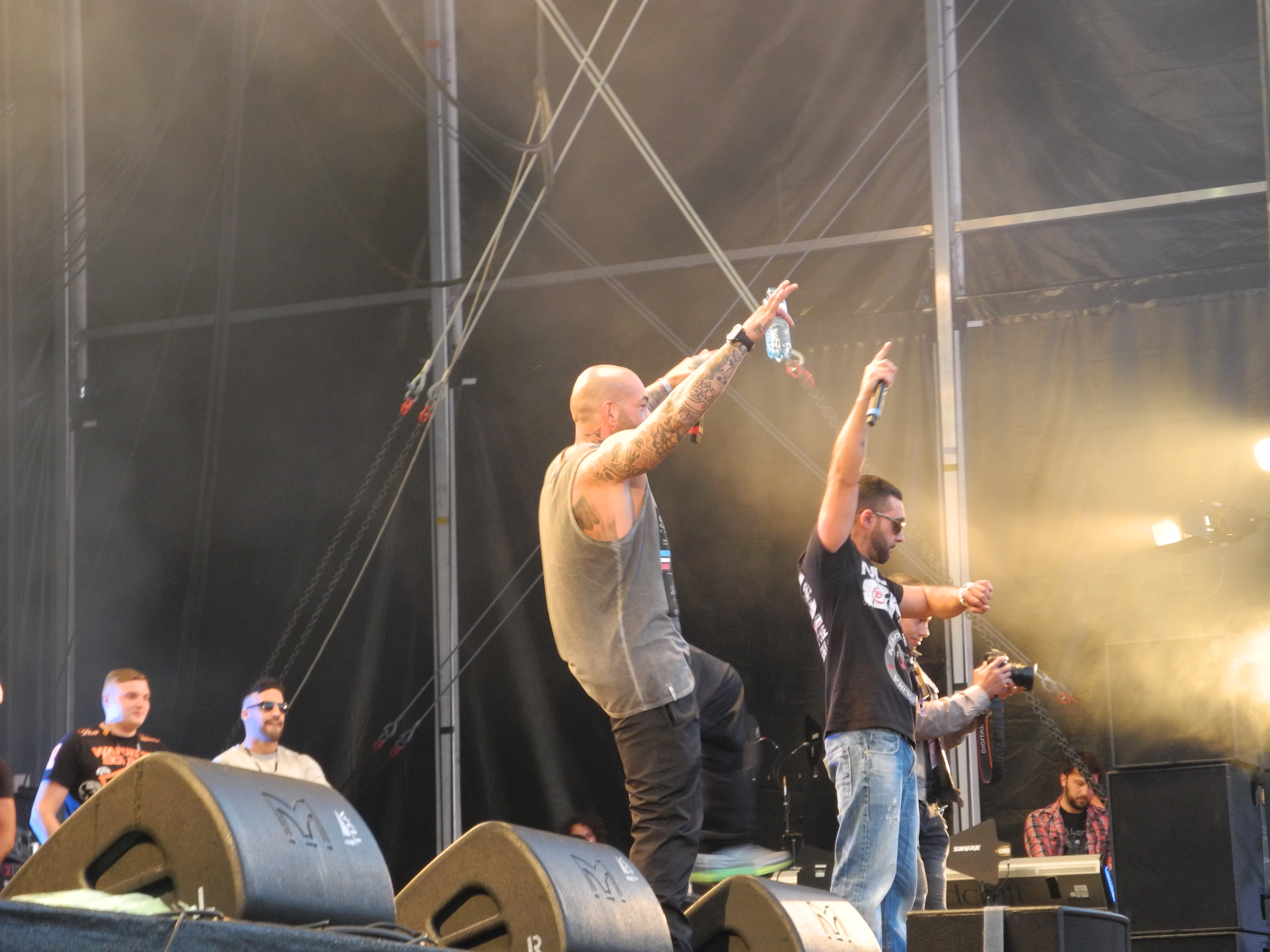
Azad (links) mit Jeyz beim Out4Fame-Festival 2015

Im Jahr 2008 trat Azad bei einem MTV-Unplugged-Konzert der Söhne Mannheims (Wettsingen in Schwetzingen) auf und war dort in „Für dich öffnen sie die Tore“ von Xavier Naidoo zu hören. Im August 2008 veröffentlichte das TätowierMagazin einen Artikel über den Frankfurter Rapper und nahm Azad auf das Cover des Magazins.
Am 30. Januar 2009 erschien Azads erstes Streetalbum mit dem Titel Azphalt Inferno über Groove Attack. Es wurden Produktionen u. a. von Shuko, STI, Brisk Fingaz und M3 & Noyd verwendet. Zudem wurden Gastbeiträge von Samy Deluxe, Freeman, Kool G Rap und Capleton beigesteuert.
Im Mai 2009 veröffentlichte Azad sein sechstes Soloalbum Assassin. Es wurden Produktionen u. a. von Shuko, STI, Milan Martelli, Brisk Fingaz, Benny Blanco, M3 & Noyd, X-Plosive verwendet, außerdem wurden Gastbeiträge von Tino Oac, Kool Savas, Tone und vom US-amerikanischen Rapper Rakim beigesteuert. Des Weiteren war er im Februar 2010 zu Gast bei der von RTL II produzierten Doku-Soap Die Mädchengang.
Am 9. April 2010 erschien Azads zweites Streetalbum mit dem Titel Azphalt Inferno 2 ebenfalls über Groove Attack. Es wurden Produktionen u. a. von STI, Brisk Fingaz, M3 & Noyd, Abaz, Gee Futuristic, X-Plosive und Azad selbst verwendet, darüber hinaus wurden Gastbeiträge von Godsilla, Snaga, Kool Savas und Francisco beigesteuert.
Nach langer Pause wurde am 15. Januar 2016 Azads siebtes Soloalbum Leben II veröffentlicht, mit dem er erstmals Platz 1 der deutschen Charts erreichte. Am 21. Juli 2017 folgte das achte Soloalbum NXTLVL, das auf Rang 3 der Charts einstieg.
Azads neuntes Soloalbum Der Bozz II erschien am 16. August 2019.

## Auszeichnungen
Hiphop.de Awards
- 2006: Bestes Album National für Game Over[5]
- 2010: Beste Single National für Immer wenn ich rhyme (mit Kool Savas, Olli Banjo, Moe Mitchell)[6]
- 2015: Lebenswerk National[7]

## Diskografie
Studioalben

| Jahr | Titel                 | Höchstplatzierung, Gesamtwochen, AuszeichnungChartplatzierungen (Jahr, Titel, Platzierungen, Wochen, Auszeichnungen, Anmerkungen) | Höchstplatzierung, Gesamtwochen, AuszeichnungChartplatzierungen (Jahr, Titel, Platzierungen, Wochen, Auszeichnungen, Anmerkungen) | Höchstplatzierung, Gesamtwochen, AuszeichnungChartplatzierungen (Jahr, Titel, Platzierungen, Wochen, Auszeichnungen, Anmerkungen) | Anmerkungen                                  |
| Jahr | Titel                 | DE | AT | CH | Anmerkungen                                  |
| ---- | --------------------- | --- | --- | --- | -------------------------------------------- |
| 2001 | Leben                 | DE46 (3 Wo.)DE | — | — | Erstveröffentlichung: 28. Mai 2001           |
| 2003 | Faust des Nordwestens | DE24 (4 Wo.)DE | — | — | Erstveröffentlichung: 28. April 2003         |
| 2004 | Der Bozz              | DE10 (9 Wo.)DE | — | CH66 (2 Wo.)CH | Erstveröffentlichung: 7. Juni 2004 indiziert |
| 2006 | Game Over             | DE8 (15 Wo.)DE | AT48 (1 Wo.)AT | CH28 (5 Wo.)CH | Erstveröffentlichung: 31. März 2006          |
| 2007 | Blockschrift          | DE37 (5 Wo.)DE | AT59 (1 Wo.)AT | CH39 (4 Wo.)CH | Erstveröffentlichung: 7. Dezember 2007       |
| 2009 | Assassin              | DE31 (3 Wo.)DE | AT52 (1 Wo.)AT | CH27 (4 Wo.)CH | Erstveröffentlichung: 22. Mai 2009           |
| 2016 | Leben II              | DE1 (6 Wo.)DE | AT5 (3 Wo.)AT | CH4 (5 Wo.)CH | Erstveröffentlichung: 15. Januar 2016        |
| 2017 | NXTLVL                | DE3 (6 Wo.)DE | AT9 (1 Wo.)AT | CH5 (3 Wo.)CH | Erstveröffentlichung: 21. Juli 2017          |
| 2019 | Der Bozz II           | DE2 (3 Wo.)DE | AT19 (1 Wo.)AT | CH3 (3 Wo.)CH | Erstveröffentlichung: 16. August 2019        |
| 2020 | Goat                  | DE8 (2 Wo.)DE | AT44 (1 Wo.)AT | CH15 (1 Wo.)CH | Erstveröffentlichung: 30. Oktober 2020       |
| 2024 | Komboz                | DE9 (1 Wo.)DE | AT53 (1 Wo.)AT | CH22 (1 Wo.)CH | Erstveröffentlichung: 19. Januar 2024        |